# Nigel Kennedy
Nigel Kennedy (n. 28 decembrie 1956) este un viorist și violonist britanic. Începutul carierei sale și l-a făcut pe terenul muzicii clasice, interpretând și înregistrând majoritatea marilor concerte de vioară. Mai târziu, trecându-și în repertuar și genurile de jazz, klezmer și altele.

## Biografie

### Descendența Musicală
Bunicul lui Nigel Kennedy, Lauri Kennedy, a fost un muzician și violoncelist principal în Orchestra Simfonica BBC, născut în Marea Britaniie,, care a cântat cu Fritz Kreisler, Jascha Heifetz, Arthur Rubinstein și alții. Bunica acestuia a fost Dorothy Kennedy, pianistă, care la acompaniat pe John McCormack și i-a învățat pe copiii lui Enrico Caruso. Lauri și Dorothy s-au stabilit în Australia, unde s-a născut fiul lor, violoncelistul John Kennedy. La vârsta de 24, John s-a mutat în Anglia și s-a alăturat Orchestrei Filharmonice din Liverpool, mai târziu devenind violoncelist principal al Orchestrei Filarmonicii Regale lui Sir Thomas Beecham. În Anglia, John dezvoltă o relație cu pianista engleză Scylla Stoner, cu care în cele din urmă a ieșit în turnee, în 1952, ca parte a Trio-ului Llewellyn-Kennedy Piano (împreună cu violonistul Ernest Llewellyn, Stoner a fost cunoscută drept "Scylla Kennedy", deși ea și John nu s-au căsătorit niciodată . Cu toate acestea, John a părăsit-o în cele din urmă pe Scylla Stoner și s-a întors în Australia, ea rămânând însărcinată de la el. John nu a știut de existența fiului său, Nigel Kennedy, până când nu l-a întâlnit pentru prima dată, când Nigel avea 11 ani. Nigel Kennedy are aproximativ 30 de rude apropiate în Australia, pe care le vizitează ori de câte ori are turnee acolo.

### Copilăria
Nigel Kennedy s-a născut în Brighton, East Sussex. Un copil minune, care, la 10 ani va alege înregistrările de jazz, la pian, ale lui Fats Waller, pe care le aude la tatăl său vitreg. A fost elev la Școala de Muzică Yehudi Menuhin, ulterior făcându-și studiile cu Dorothy DeLay, la Juilliard School din New York.

## Discografie
| An   | Album                                                                                              | Note |
| ---- | -------------------------------------------------------------------------------------------------- | --- |
| 2010 | The Very Best of Nigel Kennedy (EMI)                                                               | cu variați artiști |
| 2008 | A Very Nice Album (EMI)                                                                            | Nigel Kennedy Quintet (Nigel Kennedy, electric violin; Adam Kowalewski, bass; Paweł Dobrowolski, drums; Tomasz Grzegorski, tenor sax; Piotr Wyleżoł, piano) with vocals by Xantoné Blacq & Chris Lung; Sylwia Wójcik, cello; Suzy Willison-Kawalec, harp; |
| 2008 | Beethoven: Violin Concerto / Mozart: Violin Concerto No.4 / Horace Silver: Creepin In (EMI)        | Polish Chamber Orchestra |
| 2007 | Polish Spirit (EMI)                                                                                | Polish Chamber Orchestra, Jacek Kaspszyk |
| 2007 | The Platinum Collection (EMI)                                                                      | cu variați artiști |
| 2006 | The Bluenote Sessions (EMI)                                                                        | |
| 2006 | Kennedy, Live at La Citadelle (DVD) (EMI)                                                          | Polish Chamber Orchestra |
| 2006 | Inner Thoughts (EMI)                                                                               | |
| 2006 | Nigel Kennedy Plays Bach (DVD) (EMI)                                                               | Irish Chamber Orchestra |
| 2005 | Legend: Beethoven and Bruch (CD+DVD) (EMI)                                                         | NDR Symphony Orchestra, Klaus Tennstedt / English Chamber Orchestra, Jeffrey Tate |
| 2004 | Vivaldi II (EMI)                                                                                   | Berliner Philharmoniker |
| 2003 | East Meets East (EMI)                                                                              | cu Kroke |
| 2003 | Vivaldi                                                                                            | Berliner Philharmoniker |
| 2002 | Greatest Hits (EMI)                                                                                | with various artists |
| 2000 | Kennedy Plays Bach (EMI)                                                                           | (ca Kennedy) |
| 2000 | Riders on the Storm: The Doors Concerto (Decca)                                                    | ca Kennedy cu Jaz Coleman |
| 2000 | Duos for Violin & Cello (EMI)                                                                      | ca Kennedy cu Lynn Harrell |
| 1999 | Classic Kennedy (EMI)                                                                              | (ca Kennedy) |
| 1999 | The Kennedy Experience (Sony)                                                                      | (ca Kennedy) |
| 1998 | Kreisler (EMI)                                                                                     | (ca Kennedy) |
| 1997 | Elgar: Violin Concerto / Vaughan Williams: The Lark Ascending (EMI)                                | (ca Kennedy), City of Birmingham Symphony Orchestra, Sir Simon Rattle |
| 1996 | Kafka (EMI)                                                                                        | |
| 1993 | Tchaikovsky: Violin Concerto (EMI)                                                                 | London Philharmonic Orchestra, Okko Kamu |
| 1992 | Beethoven: Violin Concerto                                                                         | NDR Symphony Orchestra, Klaus Tennstedt |
| 1992 | Just Listen: Sibelius: Violin Concerto / Tchaikovsky: Violin Concerto (EMI)                        | City of Birmingham Symphony Orchestra, Sir Simon Rattle / London Philharmonic Orchestra, Okko Kamu |
| 1991 | Brahms: Violin Concerto in D, Op. 77 (EMI)                                                         | London Philharmonic Orchestra, Klaus Tennstedt |
| 1989 | Vivaldi: The Four Seasons (EMI)                                                                    | English Chamber Orchestra |
| 1988 | Sibelius: Violin Concerto (EMI)                                                                    | City of Birmingham Symphony Orchestra, Sir Simon Rattle |
| 1988 | Mendelssohn: Violin Concerto in E minor / Bruch: Violin Concerto No.1 / Schubert: Rondo in A (EMI) | English Chamber Orchestra, Jeffrey Tate |
| 1987 | Let Loose                                                                                          | |
| 1987 | Walton: Violin Concerto / Viola Concerto (EMI)                                                     | Royal Philharmonic Orchestra, André Previn |
| 1986 | Bartók: Mainly Black / Ellington: Sonata for Solo Violin (EMI)                                     | with Alec Dankworth (double bass) |
| 1986 | Tchaikovsky; Violin Concerto / Chausson: Poeme (EMI)                                               | London Philharmonic Orchestra, Okko Kamu |
| 1984 | Elgar: Violin Concerto in B minor, Op.61 (EMI)                                                     | London Philharmonic Orchestra, Vernon Handley |
| 1984 | Salut d'Amour & Other Elgar Favourites (Chandos)                                                   | |
| 1984 | Nigel Kennedy Plays Jazz (Chandos)                                                                 | |

## Instrumente
Nigel Kennedy a deținut sau folosit viori de:
- Guarneri del Gesu, 'La Fonte' c.1735;
- Stradivari, 'La Cathédrale' 1707;
- Scott Cao;
- Torbjörn Zethelius, 1991
- Anselmo Bellosio, 1792 violă
- Johannes Finkel arcuș de vioară
- Violectra vioară electrică